# DDR-Rundfahrt 1974
Die 22. DDR-Rundfahrt fand vom 31. August bis zum 6. September 1974 statt. Sie führte mit sieben Etappen über 887 km. Die 6. und 7. Etappe wurden als Harzrundfahrten deklariert. Hans-Joachim Hartnick konnte zum ersten Mal diese Rundfahrt gewinnen. Bester ausländischer und schwedischer Fahrer war Sven-Åke Nilsson auf dem zweiten Platz.

## Teilnehmer
An der 22. Rundfahrt nahmen 74 Fahrer aus fünf Ländern teil. Neben den Fahrern aus der DDR, startete je eine Mannschaft aus Belgien, der ČSSR, den Niederlanden und aus Schweden. Die DDR war mit einer Nationalmannschaft und einer Nachwuchsauswahlmannschaft vertreten. Dazu kamen acht Klubmannschaften.
- SC Dynamo Berlin I: 1 – Horst Brauer; DDR: 17 – Bernd Grunert, 63 – Hans Ritter (?); SC Karl-Marx-Stadt: 29 – Thomas Schneider, 30 – Joachim Vogel; SC Turbine Erfurt: 47 – Wolfgang Gansert, 50 – Gottfried Preising; Schweden: 69 – Bengt Nilsson[3]

## Wertungstrikots
Bei dieser Rundfahrt wurden vier Wertungstrikots vergeben: das Gelbe Trikot des Gesamtbesten, das Blaue der besten Mannschaft, das Violette des aktivsten Fahrers sowie das Weiße des besten Nachwuchsfahrers der DDR.

## Etappen
Die Rundfahrt erstreckte sich mit sieben Etappen über 887 km.

### 1. Etappe:EinzelzeitfahreninForst, 20 km, am 31. August 1974
|    | Fahrer                | Mannschaft         | Zeit       |
| -- | --------------------- | ------------------ | ---------- |
| 1. | Hans-Joachim Hartnick | DDR                | 27:36 min  |
| 2. | Michael Schiffner     | DDR                | + 0:24 min |
| 3. | Bernd Drogan          | DDR                | + 0:50 min |
| 4. | Karl-Dietrich Diers   | DDR                | + 1:12 min |
| 5. | Eberhard Schimbor     | SC Dynamo Berlin I | + 1:23 min |
| 6. | Alfons van Katwijk    | Niederlande        | + 1:24 min |

### 2. Etappe: Rund um Forst, 133 km, am 1. September 1974
|    | Fahrer             | Mannschaft        | Zeit       |
| -- | ------------------ | ----------------- | ---------- |
| 1. | Michael Milde      | DDR               | 2:55:07 h  |
| 2. | Alfons van Katwijk | Niederlande       | + 0:00 min |
| 3. | André De Wolf      | Belgien           | + 0:00 min |
| 4. | Peer Maas          | Niederlande       | + 0:00 min |
| 5. | Bernt Johansson    | Schweden          | + 0:00 min |
| 6. | Wolfgang Gansert   | SC Turbine Erfurt | + 0:00 min |

### 3. Etappe: Forst –Frankfurt (Oder), 141 km, am 2. September 1974
|    | Fahrer              | Mannschaft      | Zeit       |
| -- | ------------------- | --------------- | ---------- |
| 1. | Jan Huisjes         | Niederlande     | 3:12:22 h  |
| 2. | Michael Milde       | DDR             | + 0:00 min |
| 3. | Peer Maas           | Niederlande     | + 0:00 min |
| 4. | Hugo Thijs          | Belgien         | + 0:00 min |
| 5. | Eberhard Sanftleben | SC DHfK Leipzig | + 0:00 min |
| 6. | Alfons van Katwijk  | Niederlande     | + 0:00 min |

### 4. Etappe: Frankfurt (Oder) –Berlin, 151 km, am 3. September 1974
|    | Fahrer              | Mannschaft                | Zeit       |
| -- | ------------------- | ------------------------- | ---------- |
| 1. | Michael Milde       | DDR                       | 3:22:20 h  |
| 2. | Michael Schiffner   | DDR                       | + 0:00 min |
| 3. | Horst Brauer        | SC Dynamo Berlin I        | + 0:00 min |
| 4. | Karl-Dietrich Diers | DDR                       | + 0:00 min |
| 5. | Gerhard Lauke       | SC Dynamo Berlin I        | + 0:00 min |
| 6. | Dieter Gonschorek   | ASK Vorwärts Frankfurt/O. | + 0:00 min |

### 5. Etappe: Berlin –Dessau, 165 km, am 4. September 1974
|    | Fahrer              | Mannschaft        | Zeit       |
| -- | ------------------- | ----------------- | ---------- |
| 1. | Eberhard Sanftleben | SC DHfK Leipzig   | 4:10:48 h  |
| 2. | František Kališ     | ČSSR              | + 0:00 min |
| 3. | Alfons van Katwijk  | Niederlande       | + 0:00 min |
| 4. | Wolfgang Gansert    | SC Turbine Erfurt | + 0:00 min |
| 5. | Michael Schiffner   | DDR               | + 0:00 min |
| 6. | Hugo Thijs          | Belgien           | + 0:00 min |

### 6. Etappe: Dessau –Nordhausen, 143 km, am 5. September 1974
|    | Fahrer                | Mannschaft         | Zeit       |
| -- | --------------------- | ------------------ | ---------- |
| 1. | Hans-Joachim Hartnick | DDR                | 3:45:54 h  |
| 2. | Sven-Åke Nilsson      | Schweden           | + 0:00 min |
| 3. | Gerhard Lauke         | SC Dynamo Berlin I | + 0:00 min |
| 4. | Henk Smits            | Niederlande        | + 0:00 min |
| 5. | Dietmar Käbisch       | SC DHfK Leipzig    | + 2:05 min |
| 6. | František Kališ       | ČSSR               | + 2:12 min |

### 7. Etappe:Quer durch den Harz, 134 km, am 6. September 1974
|    | Fahrer             | Mannschaft         | Zeit       |
| -- | ------------------ | ------------------ | ---------- |
| 1. | Wolfgang Gansert   | SC Turbine Erfurt  | 3:10:20 h  |
| 2. | Joachim Vogel      | SC Karl-Marx-Stadt | + 0:00 min |
| 3. | Bengt Nilsson      | Schweden           | + 0:00 min |
| 4. | Gottfried Preising | SC Turbine Erfurt  | + 0:03 min |
| 5. | Henk Smits         | Niederlande        | + 1:24 min |
| 6. | Petr Hladík        | ČSSR               | + 1:24 min |

## Gesamtwertungen

### Gelbes Trikot(Einzelwertung)
|     | Fahrer                | Mannschaft         | Zeit        |
| --- | --------------------- | ------------------ | ----------- |
| 01. | Hans-Joachim Hartnick | DDR                | 21:07:35 h  |
| 02. | Sven-Åke Nilsson      | Schweden           | + 1:35 min  |
| 03. | Gerhard Lauke         | SC Dynamo Berlin I | + 2:40 min  |
| 04. | Michael Milde         | DDR                | + 2:41 min  |
| 05. | Alfons van Katwijk    | Niederlande        | + 3:21 min  |
| 06. | Michael Schiffner     | DDR                | + 3:21 min  |
| 07. | Bernt Johansson       | Schweden           | + 4:49 min  |
| 08. | Tord Filipsson        | Schweden           | + 5:10 min  |
| 09. | Lennart Fagerlund     | Schweden           | + 5:23 min  |
| 10. | Dietmar Käbisch       | SC DHfK Leipzig    | + 6:21 min  |
| 0 … |                       |                    |             |
| 12. | Peter Lantzsch        | SC Karl-Marx-Stadt | + 7:12 min  |
| 0 … |                       |                    |             |
| 14. | Henk Smits            | Niederlande        |             |
| 15. | Hans Ritter           | DDR                | + 10:06 min |
| 0 … |                       |                    |             |
| 18. | Thomas Schneider      | SC Karl-Marx-Stadt | + 11:00 min |
| 19. | Bernd Grunert         | DDR                | + 11:19 min |
| 0 … |                       |                    |             |
| 34. | Wolfgang Gansert      | SC Turbine Erfurt  | + 26:13 min |
| 0 … |                       |                    |             |
| 44. | Günter Kubasch        | SC Karl-Marx-Stadt | + 31:58 min |

### Blaues Trikot (Mannschaft)
|    | Mannschaft         | Zeit        |
| -- | ------------------ | ----------- |
| 1. | DDR                | 63:26:39 h  |
| 2. | Schweden           | + 04:22 min |
| 3. | SC Dynamo Berlin I | + 13:49 min |
| 4. | Niederlande        | + 17:26 min |
| 5. | SC DHfK Leipzig    | + 19:21 min |
| 6. | SC Karl-Marx-Stadt | + 21:03 min |

### Violettes Trikot (Aktivster Fahrer)
|    | Fahrer                | Mannschaft        | Punkte |
| -- | --------------------- | ----------------- | ------ |
| 1. | Wolfgang Gansert      | SC Turbine Erfurt | 37     |
| 2. | Hans-Joachim Hartnick | DDR               | 30     |
| 3. | Michael Milde         | DDR               | 30     |

### Weißes Trikot (Bester Nachwuchsfahrer)
|    | Fahrer                | Mannschaft         | Punkte |
| -- | --------------------- | ------------------ | ------ |
| 1. | Hans-Joachim Hartnick | DDR                | 18     |
| 2. | Wolfgang Gansert      | SC Turbine Erfurt  | 18     |
| 3. | Joachim Vogel         | SC Karl-Marx-Stadt | 11     |